# DJ Hell

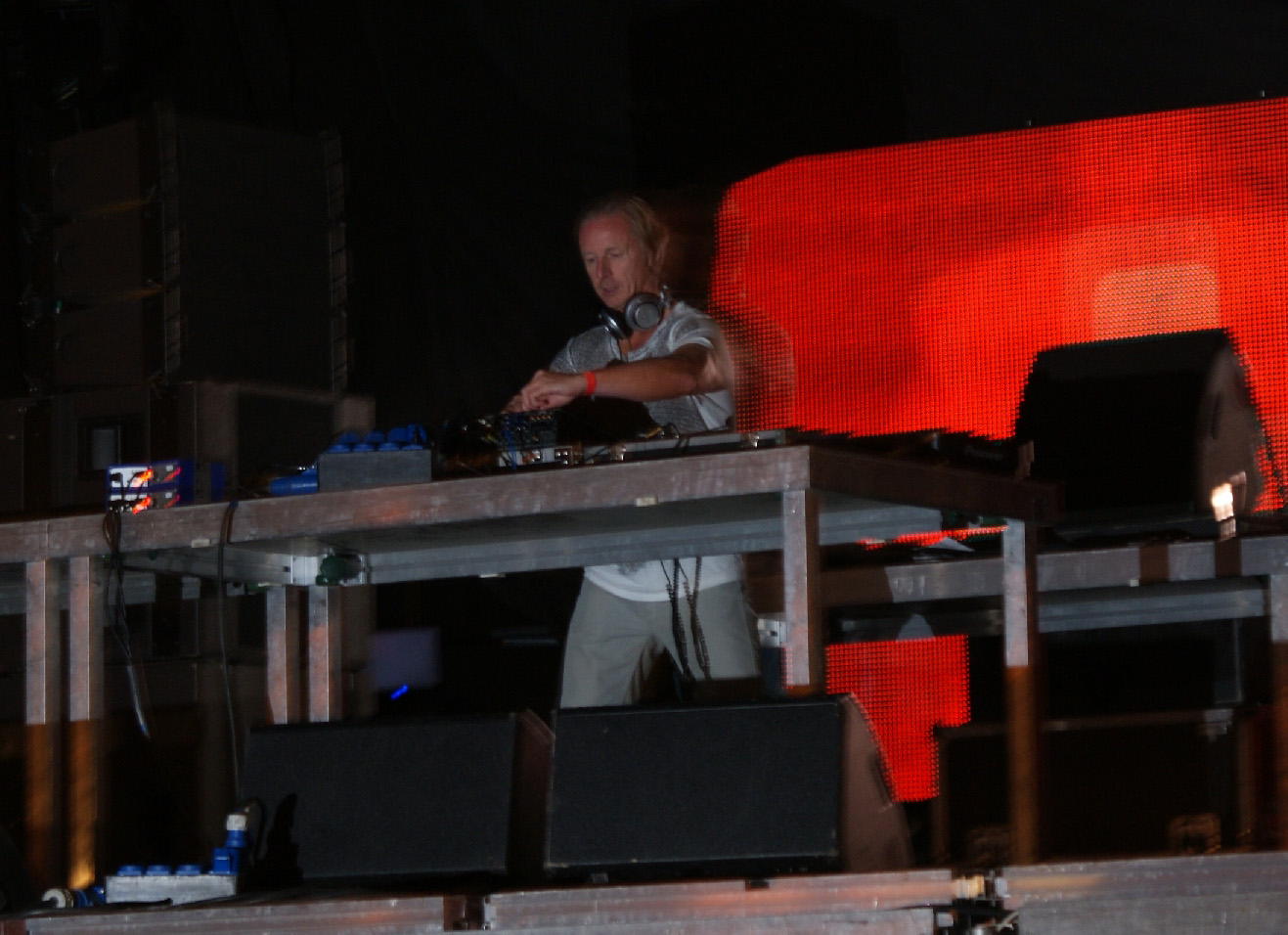
Hell na żywo w czasie Audioriver Festival
(Płock, 8.08.2009)

DJ Hell, właśc. Helmut Josef Geier (ur. 6 września 1962 w Altenmarkt an der Alz) – niemiecki DJ oraz producent house/techno; założyciel wytwórni International DeeJay Gigolo Records.
Helmut Geier postrzegany jest jako inicjator renesansu muzycznej stylistyki lat 80., później jako popularyzator sceny electroclash w rodzinnym mieście Monachium. W 2006 r. zaangażował się w promocję niemieckiej kampanii Intela. Polegała ona stworzeniu przez 5 znanych grup demosceny (Andromeda Software Development, Conspiracy, Fairlight, Farbrausch i mfx) 30-sekundowych dem wraz ze zremiksowaną wersją utworu DJ-a Hella.
W singlu Keep On Waiting wykorzystane zostały sample z utworu Blurb by a New York autorstwa nowojorskiej grupy Molecular Activity.

## Dyskografia

### Albumy
- 1998 – Munich Machine
- 2003 – NY Muscle
- 2009 – Teufelswerk

### EPki/Single
- 1992 – My Definition Of House Music
- 1993 – Red Bull From Hell EP
- 1993 – Sprung Aus Den Wolken / Butter Såure
- 1993 – Three Degrees Kelvin / Like That!
- 1993 – Ultraworld EP Vol. 1
- 1994 – Geteert & Gefedert
- 1994 – Hell Ärgere Dich Nicht
- 1995 – Albino EP
- 1995 – EP No. 1
- 1995 – Original Street Techno
- 1996 – Totmacher
- 1996 – Totmacher Interpretationen
- 1997 – Diese Momente EP
- 1997 – Take A Shot / Break The Rulez
- 1998 – Suicide Commando
- 1999 – Warm Leatherette
- 1999 – Copa
- 1999 – Repassion
- 1999 – Rock My Body To The Beat
- 2000 – Presence / Eat More House Baby
- 2003 – Keep On Waiting
- 2004 – Listen To The Hiss
- 2004 – P.D.D.
- 2005 – I've Seen That Face Before (Libertango) – Hell Interpretations
- 2005 – Je Regrette Everything
- 2005 – Let No Man Jack
- 2005 – The Final Countdown
- 2005 – Tragic Picture Show
- 2005 – Boo
- 2006 – Fun Boy 3
- 2006 – German Bodymachine
- 2008 – Familienklang
- 2008 – The Disaster
- 2009 – Hell’s Kitchen
- 2009 – The Angst

### Sety/Kompilacje
- 1995 – X-Mix-5 – The Tracks
- 1999 – DJF 750 – DJ Freundschaft
- 1999 – München '99
- 2000 – Fuse Presents Hell
- 2001 – The Best Of X-Mix (Part 3)
- 2002 – Electronicbody-Housemusic
- 2005 – Größenwahn 1992-2005 / Monotonie Durch Automation (NY Muscle Interpretationen)''
- 2007 – Hellboys – Italo Megamix by DJ Hell
- 2009 – The New Megachurch of Gigolo Megamix